# Estación de Berrechid
La estación de Berrechid (en árabe: محطة برشيد, en francés: gare de Berrechid) es una estación ferroviaria ubicada en Berrechid, Marruecos.

## Historia

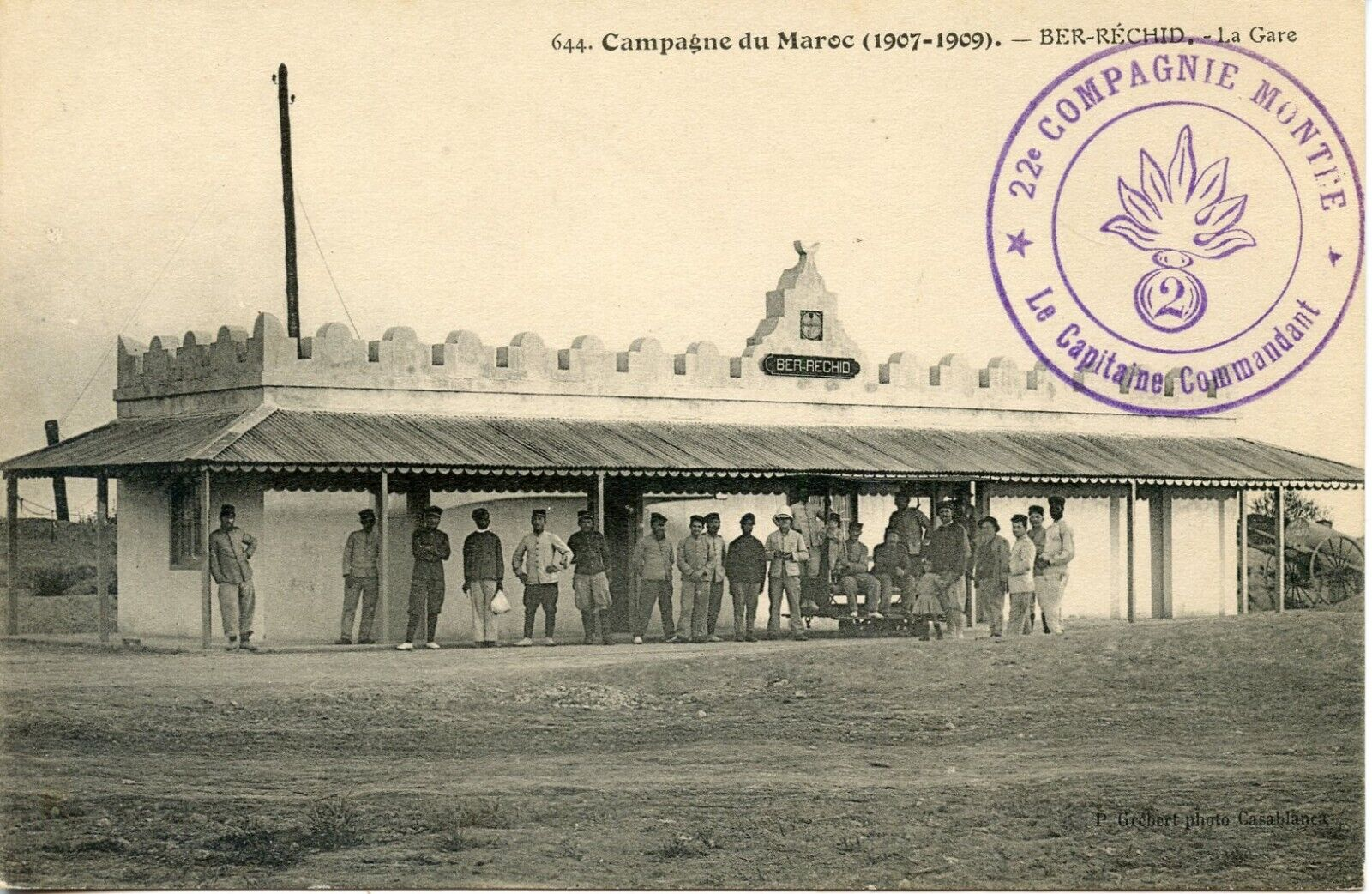
La estación en 1909.

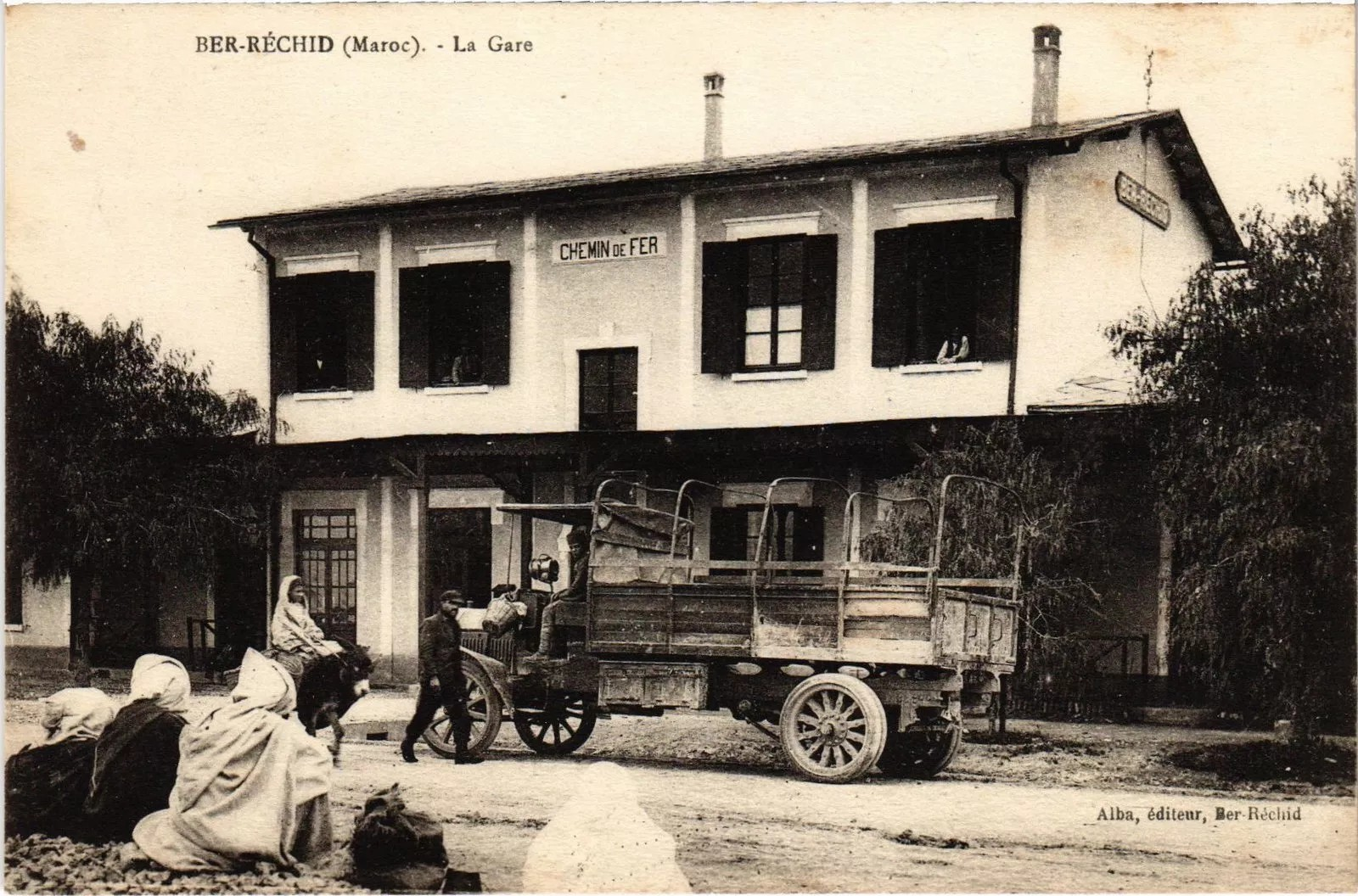
La estación en 1927.

La estación fue inaugurada en 1908, poco antes del fin del Imperio jerifiano. Formaba parte de una de las primeras líneas ferroviarias del país, que conectaba Casablanca con Berrechid, donde circulaban los trenes, conocidos como «Babor Lebghel», que eran tirados por mulas para las mercancías y caballos para los pasajeros. Este trayecto de 40 kilómetros requería entonces de 5 horas para los viajeros y 12 horas para las mercancías.
A partir de la década de 1920, la línea, inicialmente diseñada para necesidades militares y económicas, se modernizó para satisfacer las crecientes demandas de transporte. En 1963, con la creación de la ONCF, la gestión de las líneas, anteriormente realizada por concesionarios privados, se centralizó.
La estación de Berrechid no se verá beneficiada de la construcción de la línea de alta velocidad marroquí (LGV) entre Kenitra y Marrakech, cuya puesta en servicio está prevista para finales de 2029, ya que discurrirá en paralelo a la línea ferroviaria actual, con paradas en Berrechid y otras ciudades como Settat.